# Kim Hye-kyung
Kim Hye-kyung (kor. 김혜경, ur. 12 września 1966), również Kim Hye-gyeong – południowokoreańska pianistka i obecna Pierwsza Dama Korei Południowej, żona prezydenta Lee Jae-myunga, który objął urząd 4 czerwca 2025 roku.
Kim jest absolwentką Wyższej szkoły żeńskiej Sookmyung i wspiera karierę polityczną swojego męża. Para pobrała się w marcu 1991 roku.